# Byasjön (Källsjö socken, Halland)
Byasjön är en sjö i Falkenbergs kommun och Varbergs kommun i Halland och ingår i Ätrans huvudavrinningsområde. Sjön är 7 meter djup, har en yta på 0,115 kvadratkilometer och är belägen 90,9 meter över havet. Sjön avvattnas av vattendraget Hjärtaredån.

## Delavrinningsområde
Byasjön ingår i det delavrinningsområde (635191-131237) som SMHI kallar för Inloppet i Barken. Medelhöjden är 151 meter över havet och ytan är 31,45 kvadratkilometer. Det finns ett avrinningsområde uppströms, och räknas det in blir den ackumulerade arean 40,82 kvadratkilometer. Hjärtaredån som avvattnar avrinningsområdet har biflödesordning 3, vilket innebär att vattnet flödar genom totalt 3 vattendrag innan det når havet efter 57 kilometer. Avrinningsområdet består mestadels av skog (73 procent). Avrinningsområdet har 1,21 kvadratkilometer vattenytor vilket ger det en sjöprocent på 3,9 procent.